# 荣军院站 (巴黎地铁)
榮軍院站（法語：Invalides）是巴黎地鐵的一個車站。榮軍院站是巴黎地鐵8號線和巴黎地鐵13號線的交會車站，並且也是大區快鐵C線的車站，位於巴黎七區。車站名稱來自附近的榮軍院。榮軍院站開通於1913年7月13日，最初只是巴黎地鐵8號線的車站。波旁宮也位於榮軍院站附近。

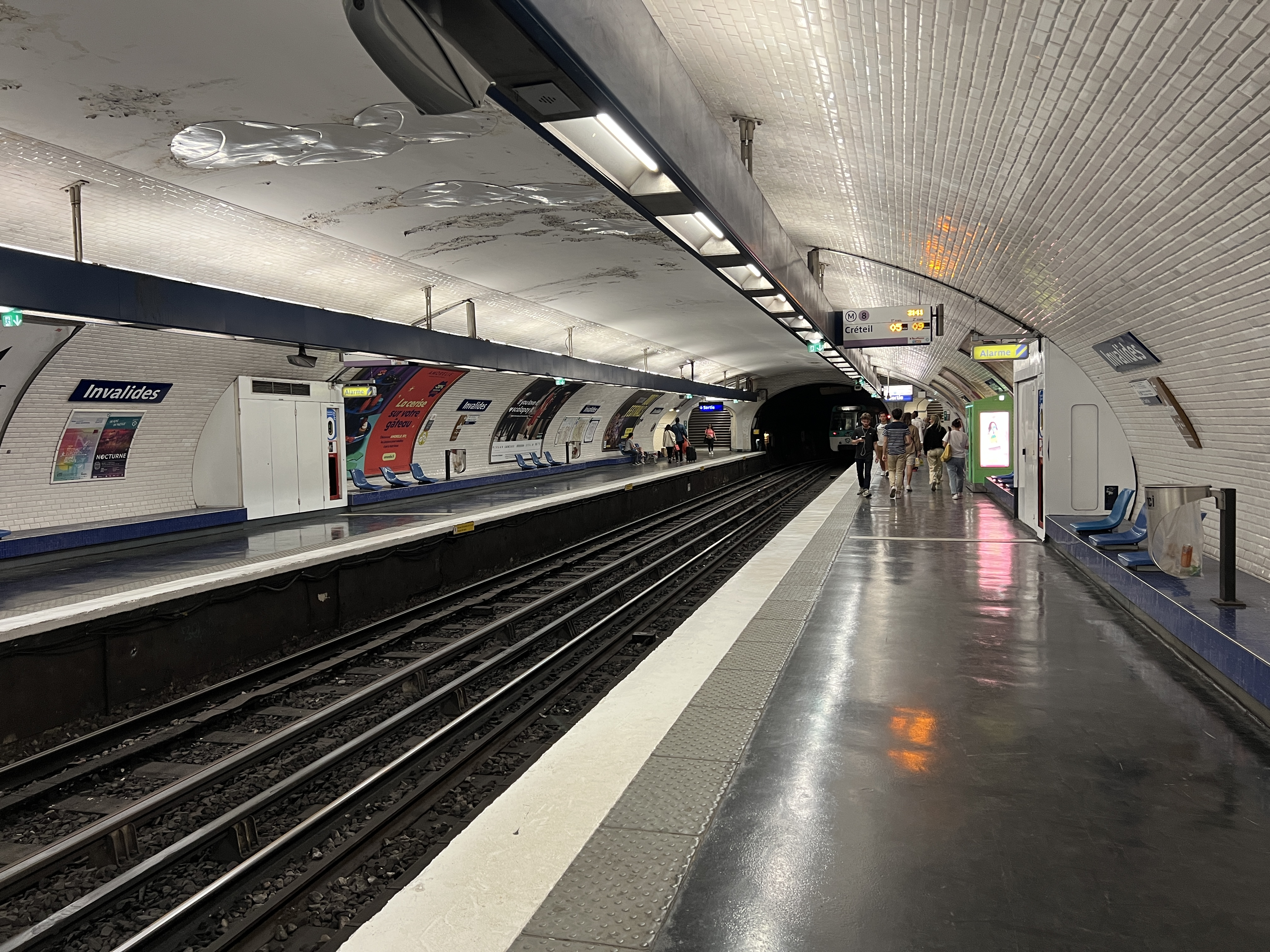
8號線月台 (2022年7月)

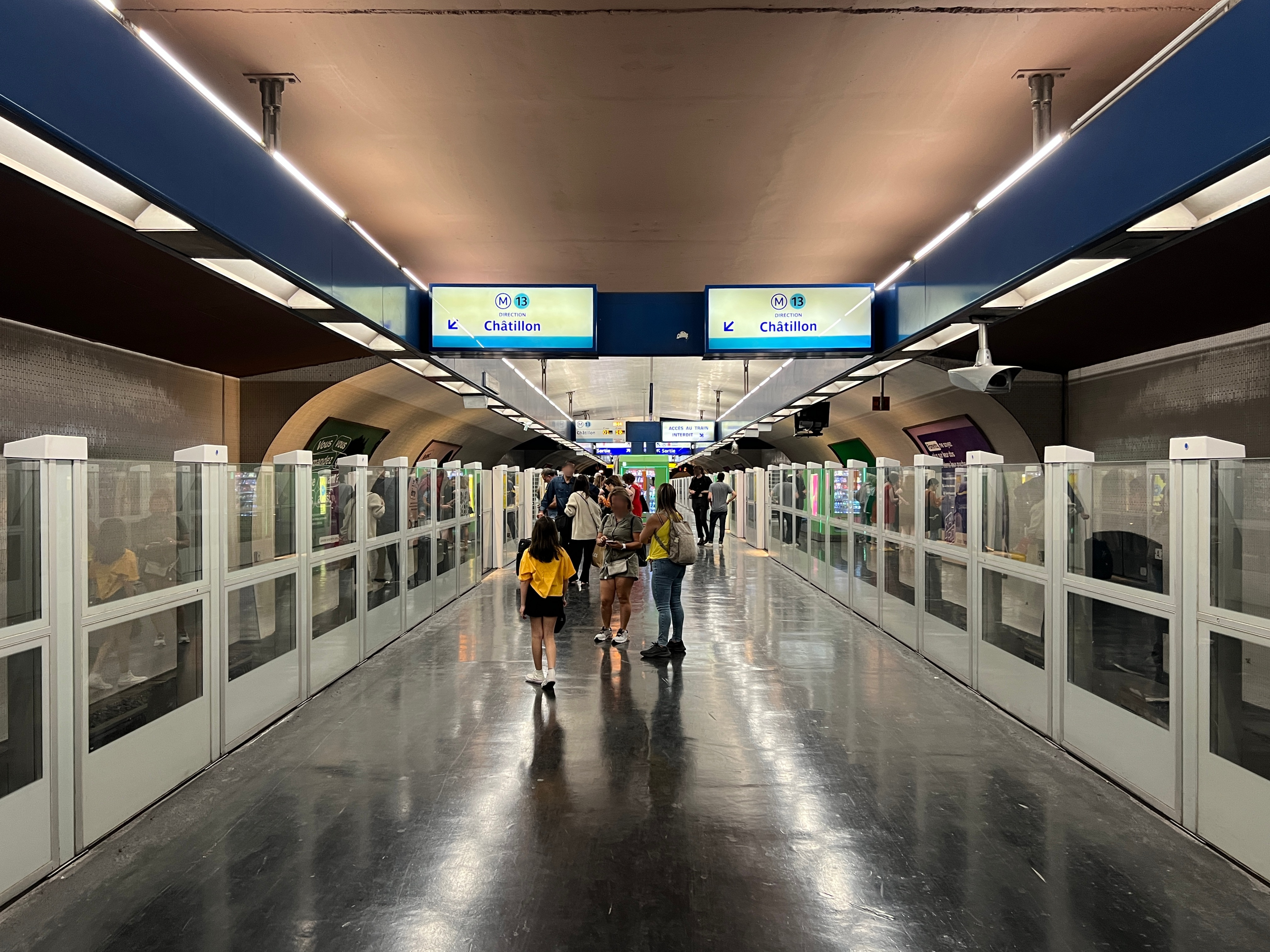
13號線月台 (2022年7月)

## 車站構造
| G                  | 街道                  | 出入口                                       |
| B1                 | 夾層                  | 閘機、車站詢問處                             |
| B2                 | 側式月台，右側開門    | 側式月台，右側開門                           |
| B2                 | 北行                  | 往莱库尔蒂耶/聖但尼大學（香榭麗舍-克列孟梭） |
| B2                 | 南行                  | 往沙蒂永-蒙魯日（瓦雷纳）                    |
| B2                 | 島式月台，左/右側開門 |                                              |
| B2                 | 南行                  | 往沙蒂永-蒙魯日（瓦雷纳）                    |
| B3                 |                       |                                              |
| 側式月台，右側開門 |                       |                                              |
| 西行               | 往巴拉（莫布爾）      |                                              |
| 東行               | 往湖之角（協和）      |                                              |
| 側式月台，右側開門 |                       |                                              |